# Schandi
Schandi (arabisch شندي, DMG Šandī, auch Shendi, Shandi, Shandy oder Shendy) ist eine Stadt am Nil in Sudan, die auf halbem Weg zwischen Khartum und Atbara im sudanesischen Bundesstaat Nahr an-Nil liegt.

## Bevölkerung
Für Schandi werden 64.083 Einwohner (Berechnung 2009) angegeben. Um Schandi lebt die nubische Volksgruppe der Ja’aliyin.
Bevölkerungsentwicklung:
| Jahr              | Einwohner |
| ----------------- | --------- |
| 1973 (Zensus)     | 24.161    |
| 1983 (Zensus)     | 34.505    |
| 2009 (Berechnung) | 64.083    |

## Geschichte
1772 hielt sich James Bruce auf der Rückreise von Äthiopien einige Zeit in der Stadt auf und lobte das Warenangebot auf dem Markt. Schandi war bis Anfang des 19. Jahrhunderts ein blühender Marktort, umgeben von bewässerten Feldern am Nilufer. Im Unterschied zu ad-Damir lag der wirtschaftliche Schwerpunkt im Warenumschlag von Handelskarawanen. Der wöchentliche Markt war der größte innerhalb Nubiens, da er am Kreuzungspunkt von zwei Handelsrouten lag. Aus dem westlichen Sudan trafen über Darfur Viehherden, Pferde, Häute und Gummi arabicum ein, aus dem Süden wurden über Sannar Elfenbein, Sklaven und daneben Kaffee, Tabak und Honig bezogen, die aus dem westlichen Tiefland Äthiopiens und aus der Region südwestlich von Darfur stammten. Aus Ägypten kamen über Berber unter anderem Zucker, weißer Baumwollstoff, Schafhäute, Kupfer- und Messingwaren. Jährlich rund 5000 Sklaven wurden im 19. Jahrhundert von schwarzafrikanischen Schilluk-Händlern gebracht und auf dem Markt oder aus Privathäusern von arabischen Händlern aufgekauft.
Von Schandi wurden die Waren (einschließlich der Sklaven) im 19. Jahrhundert nicht mehr wie zuvor am Nil entlang, sondern direkt nordwärts durch die Wüste nach Ägypten transportiert. (Entlang dieser Strecke wurde 1897 die Eisenbahnlinie Wadi Halfa – Abu Hamad gebaut.) Die andere Route führte nach Osten den Atbara flussaufwärts bis Quz Rajab (Goz Regeb) und weiter direkt oder auf dem Umweg über Kassala zum Hafen Suakin am Roten Meer, von wo die Waren in arabische Länder und bis Indien verschifft wurden. Über Suakin wurden Gewürze aus Indien und aus Europa Luxusartikel (Glaswaren) eingeführt.
Auf dem Markt von Schandi und den anderen Märkten des Funj-Sultanats, in dessen Herrschaftsbereich der Ort bis zu dieser Zeit lag, wurden die eingeführten Waren mit spanischen Silberdollar bezahlt oder gegen lokal produzierte Durra oder Rohbaumwolle und Baumwollstoff (Dammur) eingetauscht. Der Orientreisende Jean Louis Burckhardt (1784–1817) kam 1814 durch Schandi und beschrieb detailliert die wirtschaftlichen und sozialen Verhältnisse. Für die Weiterreise über Kassala nach Suakin schloss er sich einer Karawane an, die aus über 200 Lastkamelen, 150 Händlern, 300 Sklaven und 30 für Jemen bestimmten Pferden bestand. Die Sklaven wurden nach Arabien oder Ägypten verschifft.
Zu Burckhardts Zeit regierte in Schandi unter der Oberhoheit der Funj der lokale und relativ autonome Herrscher (Mek) Mohammed Nair el Nimr (1785–1846) aus der Sa'dabi-Dynastie. 1821 begann der osmanische Gouverneur Ägyptens, Muhammad Ali Pascha, mit der Eroberung des Sudan. Schandi ergab sich 1822 den entlang des Nil vorrückenden Truppen des Ismail Pascha. Gegenüber Nimr, dem Mek von Shendi, trat er beleidigend auf und erhob übergroße Tributforderungen. Es sollten sofort 1000 Sklaven übergeben werden. Im November 1822 nahm Nimr Rache für die Grausamkeiten der ägyptischen Besatzung an Ismail Pascha und seiner Gefolgschaft, die er zu einem Gelage einlud und, als die Gäste schliefen, das ganze Gebäude in Brand setzen ließ. Beim Versuch zu entkommen wurden die Ägypter niedergemetzelt. 1823 folgte die ägyptische Reaktion, bei der die Stadt verwüstet und die meisten Einwohner umgebracht wurden. Ismaels Schwager Muhammad Bey war von Kordofan angerückt, um Rache zu nehmen. Zudem gab es in dem Jahr weitere Unterdrückungsmaßnahmen in anderen Orten entlang des Nil. Schandi blieb für den Rest des 19. Jahrhunderts ein unbedeutendes Dorf, der Markt verlagerte sich ins neugegründete Khartum. Dass Schandi und die Region während der gesamten Zeit der türkisch-ägyptischen Herrschaft (Turkiyya, 1821–1885) ihre wirtschaftliche Bedeutung nicht mehr erlangten, hatte seine Ursache in den mit Bargeld zu bezahlenden Steuern, wodurch die Erzeugung von Cash Crops erzwungen wurde und die zuvor praktizierte Subsistenzlandwirtschaft nicht mehr für die Ernährung der ländlichen Bevölkerung ausreichend war. Die Händler trugen zur Einführung der Bargeldwirtschaft und zur Verarmung der Bauern bei.
1853 beschrieb Alfred Brehm in seinen Reiseskizzen aus Nordostafrika den gegenüber von Schandi auf der linken Seite des Nil liegenden größeren Ort Metemmeh (Metemma) wegen seiner Gold-, Silber- und Lederverarbeitung.
Höhepunkt der Mahdi-Herrschaft (1881–1899) in Sudan war 1884 die Eroberung Khartums. Zur Befreiung des eingeschlossenen britischen Generalgouverneurs Gordon wurde eine Expedition ausgeschickt, von der eine Abteilung unter Herbert Stewart von Kurti am unteren Nilbogen auf der alten Karawanenroute durch die Wüste nach Osten bis nach Metemmeh marschierte. Die entscheidende Schlacht dieses Camel Corps gegen die Armee der Mahdiya fand im Januar 1885 bei Abu Klea einige Kilometer nördlich von Schandi statt.
Anfang des 20. Jahrhunderts wurde Schandi als Stadt und mittleres Industriezentrum beschrieben. Es gab Baumwoll- und Lederverarbeitung, Färbereien und Eisenhandwerk. Schandi besaß ein Hauptquartier einer Reiterarmee und Reparaturwerkstätten der Eisenbahn.

## Stadtbild und Wirtschaft

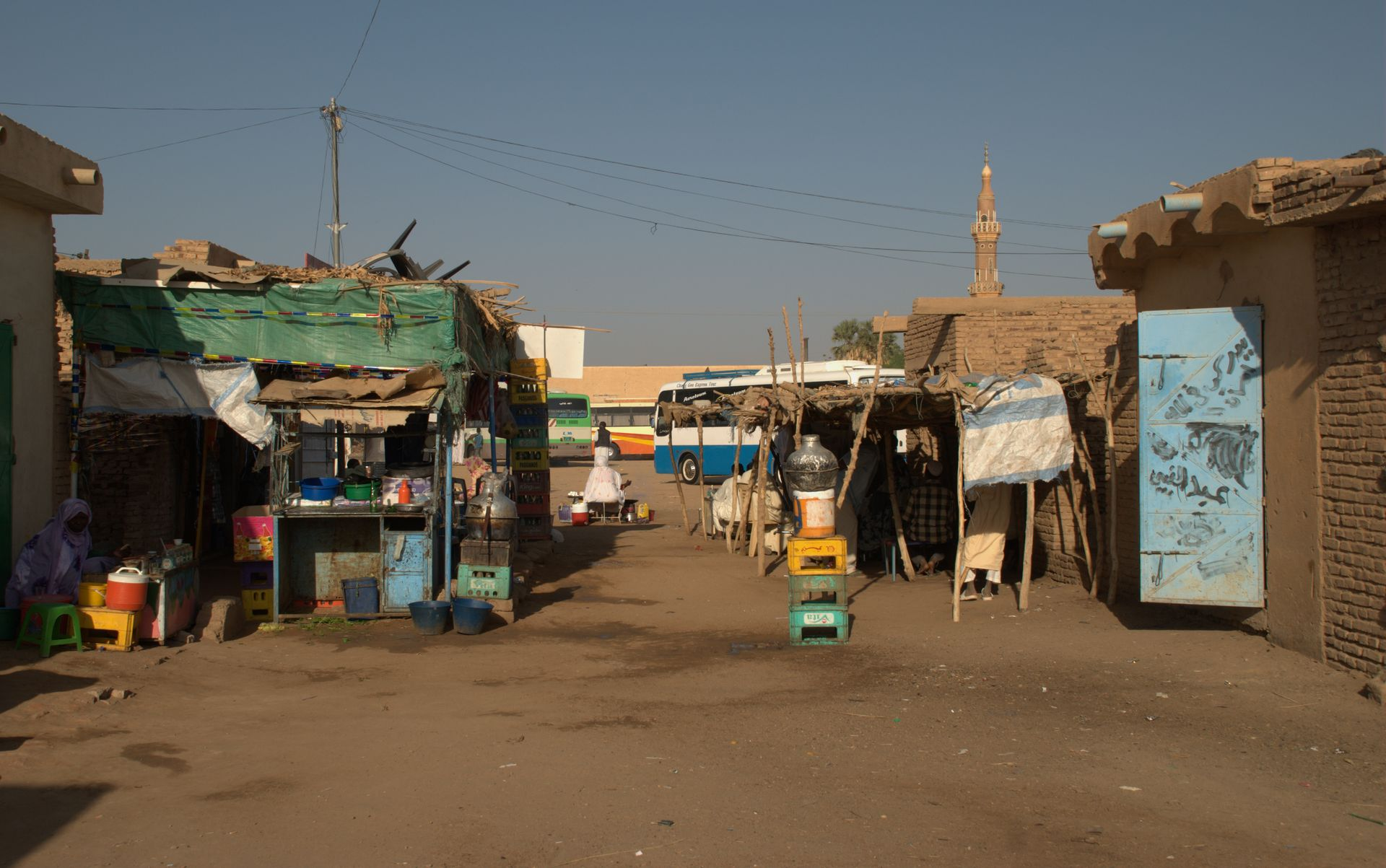
Der Busbahnhof liegt außerhalb des Zentrums auf der östlichen Seite der Bahnlinie

Die Stadt ist wieder deutlich größer als Metemmeh. In einem breiten Gürtel entlang des Nil liegen bewässerte Felder. Bekannt ist Schandi für seine Baumwollverarbeitung zu traditionellen Kleidungsstücken (Galabija für Männer und der Tob, ein neun Meter langer Umhang, für Frauen) sowie als Getreidemarkt.
Schandi liegt vier Kilometer nordwestlich der Hauptstraße von Khartum nach Atbara, in beide Richtungen sind es etwa 150 Kilometer. Die Bahnlinie führt östlich vom Marktzentrum durch den Ort. Schandi befindet sich in der Mitte touristischer Reiseziele: 45 Kilometer nordöstlich liegen die Pyramiden von Meroe, südöstlich liegen Naqa und Musawwarat. Dennoch verfügt Schandi über keine geeigneten Hotelunterkünfte.
Es gibt eine Garnison, ein Krankenhaus und eine kleine Universität sowie seit 2009 eine Straßenbrücke über den Nil.

## Söhne und Töchter der Stadt
- Umar al-Baschir (* 1944), Politiker, Revolutionär, Diktator und Soldat